# Torre de Juan Abad (kommunhuvudort)
Torre de Juan Abad är en kommunhuvudort i Spanien.   Den ligger i provinsen Provincia de Ciudad Real och regionen Kastilien-La Mancha, i den centrala delen av landet, 210 km söder om huvudstaden Madrid. Torre de Juan Abad ligger 829 meter över havet och antalet invånare är 1 332.
Terrängen runt Torre de Juan Abad är huvudsakligen platt, men åt sydost är den kuperad. Runt Torre de Juan Abad är det mycket glesbefolkat, med 3 invånare per kvadratkilometer. Närmaste större samhälle är Infantes, 17,4 km norr om Torre de Juan Abad. Trakten runt Torre de Juan Abad består till största delen av jordbruksmark.